# Xadrez nas Sombras (Dark Chess)
Xadrez nas Sombras (ou Dark Chess, ou ainda Fog of War) é uma variante do xadrez com informações incompletas, semelhante ao Kriegspiel. Foi inventada por Jens Bæk Nielsen e Torben Osted em 1989. Nessa variante, um jogador não vê o tabuleiro inteiro, apenas suas próprias peças e as casas para onde elas podem se mover legalmente. O objetivo não é dar xeque-mate ao rei, mas capturá-lo.
|   | a | b | c | d | e | f | g | h |   |
| 8 | a8 black cross · b8 black cross · c8 black cross · d8 black cross · e8 black cross · f8 black cross · h8 black cross · a7 black cross · b7 black cross · c7 preto cavalo · d7 black cross · e7 black cross · f7 black cross · h7 black cross · a6 black cross · b6 black cross · d6 preto peão · f6 preto peão · a5 black cross · b5 black cross · f5 branco peão · h5 black cross · a4 preto peão · b4 preto peão · d4 branco peão · e4 branco cavalo · f4 branco bispo · d3 black cross · f3 black cross · h3 branco peão · a2 branco peão · b2 branco peão · h2 branco rainha · a1 branco rei · c1 branco torre · g1 branco torre | a8 black cross · b8 black cross · c8 black cross · d8 black cross · e8 black cross · f8 black cross · h8 black cross · a7 black cross · b7 black cross · c7 preto cavalo · d7 black cross · e7 black cross · f7 black cross · h7 black cross · a6 black cross · b6 black cross · d6 preto peão · f6 preto peão · a5 black cross · b5 black cross · f5 branco peão · h5 black cross · a4 preto peão · b4 preto peão · d4 branco peão · e4 branco cavalo · f4 branco bispo · d3 black cross · f3 black cross · h3 branco peão · a2 branco peão · b2 branco peão · h2 branco rainha · a1 branco rei · c1 branco torre · g1 branco torre | a8 black cross · b8 black cross · c8 black cross · d8 black cross · e8 black cross · f8 black cross · h8 black cross · a7 black cross · b7 black cross · c7 preto cavalo · d7 black cross · e7 black cross · f7 black cross · h7 black cross · a6 black cross · b6 black cross · d6 preto peão · f6 preto peão · a5 black cross · b5 black cross · f5 branco peão · h5 black cross · a4 preto peão · b4 preto peão · d4 branco peão · e4 branco cavalo · f4 branco bispo · d3 black cross · f3 black cross · h3 branco peão · a2 branco peão · b2 branco peão · h2 branco rainha · a1 branco rei · c1 branco torre · g1 branco torre | a8 black cross · b8 black cross · c8 black cross · d8 black cross · e8 black cross · f8 black cross · h8 black cross · a7 black cross · b7 black cross · c7 preto cavalo · d7 black cross · e7 black cross · f7 black cross · h7 black cross · a6 black cross · b6 black cross · d6 preto peão · f6 preto peão · a5 black cross · b5 black cross · f5 branco peão · h5 black cross · a4 preto peão · b4 preto peão · d4 branco peão · e4 branco cavalo · f4 branco bispo · d3 black cross · f3 black cross · h3 branco peão · a2 branco peão · b2 branco peão · h2 branco rainha · a1 branco rei · c1 branco torre · g1 branco torre | a8 black cross · b8 black cross · c8 black cross · d8 black cross · e8 black cross · f8 black cross · h8 black cross · a7 black cross · b7 black cross · c7 preto cavalo · d7 black cross · e7 black cross · f7 black cross · h7 black cross · a6 black cross · b6 black cross · d6 preto peão · f6 preto peão · a5 black cross · b5 black cross · f5 branco peão · h5 black cross · a4 preto peão · b4 preto peão · d4 branco peão · e4 branco cavalo · f4 branco bispo · d3 black cross · f3 black cross · h3 branco peão · a2 branco peão · b2 branco peão · h2 branco rainha · a1 branco rei · c1 branco torre · g1 branco torre | a8 black cross · b8 black cross · c8 black cross · d8 black cross · e8 black cross · f8 black cross · h8 black cross · a7 black cross · b7 black cross · c7 preto cavalo · d7 black cross · e7 black cross · f7 black cross · h7 black cross · a6 black cross · b6 black cross · d6 preto peão · f6 preto peão · a5 black cross · b5 black cross · f5 branco peão · h5 black cross · a4 preto peão · b4 preto peão · d4 branco peão · e4 branco cavalo · f4 branco bispo · d3 black cross · f3 black cross · h3 branco peão · a2 branco peão · b2 branco peão · h2 branco rainha · a1 branco rei · c1 branco torre · g1 branco torre | a8 black cross · b8 black cross · c8 black cross · d8 black cross · e8 black cross · f8 black cross · h8 black cross · a7 black cross · b7 black cross · c7 preto cavalo · d7 black cross · e7 black cross · f7 black cross · h7 black cross · a6 black cross · b6 black cross · d6 preto peão · f6 preto peão · a5 black cross · b5 black cross · f5 branco peão · h5 black cross · a4 preto peão · b4 preto peão · d4 branco peão · e4 branco cavalo · f4 branco bispo · d3 black cross · f3 black cross · h3 branco peão · a2 branco peão · b2 branco peão · h2 branco rainha · a1 branco rei · c1 branco torre · g1 branco torre | a8 black cross · b8 black cross · c8 black cross · d8 black cross · e8 black cross · f8 black cross · h8 black cross · a7 black cross · b7 black cross · c7 preto cavalo · d7 black cross · e7 black cross · f7 black cross · h7 black cross · a6 black cross · b6 black cross · d6 preto peão · f6 preto peão · a5 black cross · b5 black cross · f5 branco peão · h5 black cross · a4 preto peão · b4 preto peão · d4 branco peão · e4 branco cavalo · f4 branco bispo · d3 black cross · f3 black cross · h3 branco peão · a2 branco peão · b2 branco peão · h2 branco rainha · a1 branco rei · c1 branco torre · g1 branco torre | 8 |
| 7 | a8 black cross · b8 black cross · c8 black cross · d8 black cross · e8 black cross · f8 black cross · h8 black cross · a7 black cross · b7 black cross · c7 preto cavalo · d7 black cross · e7 black cross · f7 black cross · h7 black cross · a6 black cross · b6 black cross · d6 preto peão · f6 preto peão · a5 black cross · b5 black cross · f5 branco peão · h5 black cross · a4 preto peão · b4 preto peão · d4 branco peão · e4 branco cavalo · f4 branco bispo · d3 black cross · f3 black cross · h3 branco peão · a2 branco peão · b2 branco peão · h2 branco rainha · a1 branco rei · c1 branco torre · g1 branco torre | a8 black cross · b8 black cross · c8 black cross · d8 black cross · e8 black cross · f8 black cross · h8 black cross · a7 black cross · b7 black cross · c7 preto cavalo · d7 black cross · e7 black cross · f7 black cross · h7 black cross · a6 black cross · b6 black cross · d6 preto peão · f6 preto peão · a5 black cross · b5 black cross · f5 branco peão · h5 black cross · a4 preto peão · b4 preto peão · d4 branco peão · e4 branco cavalo · f4 branco bispo · d3 black cross · f3 black cross · h3 branco peão · a2 branco peão · b2 branco peão · h2 branco rainha · a1 branco rei · c1 branco torre · g1 branco torre | a8 black cross · b8 black cross · c8 black cross · d8 black cross · e8 black cross · f8 black cross · h8 black cross · a7 black cross · b7 black cross · c7 preto cavalo · d7 black cross · e7 black cross · f7 black cross · h7 black cross · a6 black cross · b6 black cross · d6 preto peão · f6 preto peão · a5 black cross · b5 black cross · f5 branco peão · h5 black cross · a4 preto peão · b4 preto peão · d4 branco peão · e4 branco cavalo · f4 branco bispo · d3 black cross · f3 black cross · h3 branco peão · a2 branco peão · b2 branco peão · h2 branco rainha · a1 branco rei · c1 branco torre · g1 branco torre | a8 black cross · b8 black cross · c8 black cross · d8 black cross · e8 black cross · f8 black cross · h8 black cross · a7 black cross · b7 black cross · c7 preto cavalo · d7 black cross · e7 black cross · f7 black cross · h7 black cross · a6 black cross · b6 black cross · d6 preto peão · f6 preto peão · a5 black cross · b5 black cross · f5 branco peão · h5 black cross · a4 preto peão · b4 preto peão · d4 branco peão · e4 branco cavalo · f4 branco bispo · d3 black cross · f3 black cross · h3 branco peão · a2 branco peão · b2 branco peão · h2 branco rainha · a1 branco rei · c1 branco torre · g1 branco torre | a8 black cross · b8 black cross · c8 black cross · d8 black cross · e8 black cross · f8 black cross · h8 black cross · a7 black cross · b7 black cross · c7 preto cavalo · d7 black cross · e7 black cross · f7 black cross · h7 black cross · a6 black cross · b6 black cross · d6 preto peão · f6 preto peão · a5 black cross · b5 black cross · f5 branco peão · h5 black cross · a4 preto peão · b4 preto peão · d4 branco peão · e4 branco cavalo · f4 branco bispo · d3 black cross · f3 black cross · h3 branco peão · a2 branco peão · b2 branco peão · h2 branco rainha · a1 branco rei · c1 branco torre · g1 branco torre | a8 black cross · b8 black cross · c8 black cross · d8 black cross · e8 black cross · f8 black cross · h8 black cross · a7 black cross · b7 black cross · c7 preto cavalo · d7 black cross · e7 black cross · f7 black cross · h7 black cross · a6 black cross · b6 black cross · d6 preto peão · f6 preto peão · a5 black cross · b5 black cross · f5 branco peão · h5 black cross · a4 preto peão · b4 preto peão · d4 branco peão · e4 branco cavalo · f4 branco bispo · d3 black cross · f3 black cross · h3 branco peão · a2 branco peão · b2 branco peão · h2 branco rainha · a1 branco rei · c1 branco torre · g1 branco torre | a8 black cross · b8 black cross · c8 black cross · d8 black cross · e8 black cross · f8 black cross · h8 black cross · a7 black cross · b7 black cross · c7 preto cavalo · d7 black cross · e7 black cross · f7 black cross · h7 black cross · a6 black cross · b6 black cross · d6 preto peão · f6 preto peão · a5 black cross · b5 black cross · f5 branco peão · h5 black cross · a4 preto peão · b4 preto peão · d4 branco peão · e4 branco cavalo · f4 branco bispo · d3 black cross · f3 black cross · h3 branco peão · a2 branco peão · b2 branco peão · h2 branco rainha · a1 branco rei · c1 branco torre · g1 branco torre | a8 black cross · b8 black cross · c8 black cross · d8 black cross · e8 black cross · f8 black cross · h8 black cross · a7 black cross · b7 black cross · c7 preto cavalo · d7 black cross · e7 black cross · f7 black cross · h7 black cross · a6 black cross · b6 black cross · d6 preto peão · f6 preto peão · a5 black cross · b5 black cross · f5 branco peão · h5 black cross · a4 preto peão · b4 preto peão · d4 branco peão · e4 branco cavalo · f4 branco bispo · d3 black cross · f3 black cross · h3 branco peão · a2 branco peão · b2 branco peão · h2 branco rainha · a1 branco rei · c1 branco torre · g1 branco torre | 7 |
| 6 | a8 black cross · b8 black cross · c8 black cross · d8 black cross · e8 black cross · f8 black cross · h8 black cross · a7 black cross · b7 black cross · c7 preto cavalo · d7 black cross · e7 black cross · f7 black cross · h7 black cross · a6 black cross · b6 black cross · d6 preto peão · f6 preto peão · a5 black cross · b5 black cross · f5 branco peão · h5 black cross · a4 preto peão · b4 preto peão · d4 branco peão · e4 branco cavalo · f4 branco bispo · d3 black cross · f3 black cross · h3 branco peão · a2 branco peão · b2 branco peão · h2 branco rainha · a1 branco rei · c1 branco torre · g1 branco torre | a8 black cross · b8 black cross · c8 black cross · d8 black cross · e8 black cross · f8 black cross · h8 black cross · a7 black cross · b7 black cross · c7 preto cavalo · d7 black cross · e7 black cross · f7 black cross · h7 black cross · a6 black cross · b6 black cross · d6 preto peão · f6 preto peão · a5 black cross · b5 black cross · f5 branco peão · h5 black cross · a4 preto peão · b4 preto peão · d4 branco peão · e4 branco cavalo · f4 branco bispo · d3 black cross · f3 black cross · h3 branco peão · a2 branco peão · b2 branco peão · h2 branco rainha · a1 branco rei · c1 branco torre · g1 branco torre | a8 black cross · b8 black cross · c8 black cross · d8 black cross · e8 black cross · f8 black cross · h8 black cross · a7 black cross · b7 black cross · c7 preto cavalo · d7 black cross · e7 black cross · f7 black cross · h7 black cross · a6 black cross · b6 black cross · d6 preto peão · f6 preto peão · a5 black cross · b5 black cross · f5 branco peão · h5 black cross · a4 preto peão · b4 preto peão · d4 branco peão · e4 branco cavalo · f4 branco bispo · d3 black cross · f3 black cross · h3 branco peão · a2 branco peão · b2 branco peão · h2 branco rainha · a1 branco rei · c1 branco torre · g1 branco torre | a8 black cross · b8 black cross · c8 black cross · d8 black cross · e8 black cross · f8 black cross · h8 black cross · a7 black cross · b7 black cross · c7 preto cavalo · d7 black cross · e7 black cross · f7 black cross · h7 black cross · a6 black cross · b6 black cross · d6 preto peão · f6 preto peão · a5 black cross · b5 black cross · f5 branco peão · h5 black cross · a4 preto peão · b4 preto peão · d4 branco peão · e4 branco cavalo · f4 branco bispo · d3 black cross · f3 black cross · h3 branco peão · a2 branco peão · b2 branco peão · h2 branco rainha · a1 branco rei · c1 branco torre · g1 branco torre | a8 black cross · b8 black cross · c8 black cross · d8 black cross · e8 black cross · f8 black cross · h8 black cross · a7 black cross · b7 black cross · c7 preto cavalo · d7 black cross · e7 black cross · f7 black cross · h7 black cross · a6 black cross · b6 black cross · d6 preto peão · f6 preto peão · a5 black cross · b5 black cross · f5 branco peão · h5 black cross · a4 preto peão · b4 preto peão · d4 branco peão · e4 branco cavalo · f4 branco bispo · d3 black cross · f3 black cross · h3 branco peão · a2 branco peão · b2 branco peão · h2 branco rainha · a1 branco rei · c1 branco torre · g1 branco torre | a8 black cross · b8 black cross · c8 black cross · d8 black cross · e8 black cross · f8 black cross · h8 black cross · a7 black cross · b7 black cross · c7 preto cavalo · d7 black cross · e7 black cross · f7 black cross · h7 black cross · a6 black cross · b6 black cross · d6 preto peão · f6 preto peão · a5 black cross · b5 black cross · f5 branco peão · h5 black cross · a4 preto peão · b4 preto peão · d4 branco peão · e4 branco cavalo · f4 branco bispo · d3 black cross · f3 black cross · h3 branco peão · a2 branco peão · b2 branco peão · h2 branco rainha · a1 branco rei · c1 branco torre · g1 branco torre | a8 black cross · b8 black cross · c8 black cross · d8 black cross · e8 black cross · f8 black cross · h8 black cross · a7 black cross · b7 black cross · c7 preto cavalo · d7 black cross · e7 black cross · f7 black cross · h7 black cross · a6 black cross · b6 black cross · d6 preto peão · f6 preto peão · a5 black cross · b5 black cross · f5 branco peão · h5 black cross · a4 preto peão · b4 preto peão · d4 branco peão · e4 branco cavalo · f4 branco bispo · d3 black cross · f3 black cross · h3 branco peão · a2 branco peão · b2 branco peão · h2 branco rainha · a1 branco rei · c1 branco torre · g1 branco torre | a8 black cross · b8 black cross · c8 black cross · d8 black cross · e8 black cross · f8 black cross · h8 black cross · a7 black cross · b7 black cross · c7 preto cavalo · d7 black cross · e7 black cross · f7 black cross · h7 black cross · a6 black cross · b6 black cross · d6 preto peão · f6 preto peão · a5 black cross · b5 black cross · f5 branco peão · h5 black cross · a4 preto peão · b4 preto peão · d4 branco peão · e4 branco cavalo · f4 branco bispo · d3 black cross · f3 black cross · h3 branco peão · a2 branco peão · b2 branco peão · h2 branco rainha · a1 branco rei · c1 branco torre · g1 branco torre | 6 |
| 5 | a8 black cross · b8 black cross · c8 black cross · d8 black cross · e8 black cross · f8 black cross · h8 black cross · a7 black cross · b7 black cross · c7 preto cavalo · d7 black cross · e7 black cross · f7 black cross · h7 black cross · a6 black cross · b6 black cross · d6 preto peão · f6 preto peão · a5 black cross · b5 black cross · f5 branco peão · h5 black cross · a4 preto peão · b4 preto peão · d4 branco peão · e4 branco cavalo · f4 branco bispo · d3 black cross · f3 black cross · h3 branco peão · a2 branco peão · b2 branco peão · h2 branco rainha · a1 branco rei · c1 branco torre · g1 branco torre | a8 black cross · b8 black cross · c8 black cross · d8 black cross · e8 black cross · f8 black cross · h8 black cross · a7 black cross · b7 black cross · c7 preto cavalo · d7 black cross · e7 black cross · f7 black cross · h7 black cross · a6 black cross · b6 black cross · d6 preto peão · f6 preto peão · a5 black cross · b5 black cross · f5 branco peão · h5 black cross · a4 preto peão · b4 preto peão · d4 branco peão · e4 branco cavalo · f4 branco bispo · d3 black cross · f3 black cross · h3 branco peão · a2 branco peão · b2 branco peão · h2 branco rainha · a1 branco rei · c1 branco torre · g1 branco torre | a8 black cross · b8 black cross · c8 black cross · d8 black cross · e8 black cross · f8 black cross · h8 black cross · a7 black cross · b7 black cross · c7 preto cavalo · d7 black cross · e7 black cross · f7 black cross · h7 black cross · a6 black cross · b6 black cross · d6 preto peão · f6 preto peão · a5 black cross · b5 black cross · f5 branco peão · h5 black cross · a4 preto peão · b4 preto peão · d4 branco peão · e4 branco cavalo · f4 branco bispo · d3 black cross · f3 black cross · h3 branco peão · a2 branco peão · b2 branco peão · h2 branco rainha · a1 branco rei · c1 branco torre · g1 branco torre | a8 black cross · b8 black cross · c8 black cross · d8 black cross · e8 black cross · f8 black cross · h8 black cross · a7 black cross · b7 black cross · c7 preto cavalo · d7 black cross · e7 black cross · f7 black cross · h7 black cross · a6 black cross · b6 black cross · d6 preto peão · f6 preto peão · a5 black cross · b5 black cross · f5 branco peão · h5 black cross · a4 preto peão · b4 preto peão · d4 branco peão · e4 branco cavalo · f4 branco bispo · d3 black cross · f3 black cross · h3 branco peão · a2 branco peão · b2 branco peão · h2 branco rainha · a1 branco rei · c1 branco torre · g1 branco torre | a8 black cross · b8 black cross · c8 black cross · d8 black cross · e8 black cross · f8 black cross · h8 black cross · a7 black cross · b7 black cross · c7 preto cavalo · d7 black cross · e7 black cross · f7 black cross · h7 black cross · a6 black cross · b6 black cross · d6 preto peão · f6 preto peão · a5 black cross · b5 black cross · f5 branco peão · h5 black cross · a4 preto peão · b4 preto peão · d4 branco peão · e4 branco cavalo · f4 branco bispo · d3 black cross · f3 black cross · h3 branco peão · a2 branco peão · b2 branco peão · h2 branco rainha · a1 branco rei · c1 branco torre · g1 branco torre | a8 black cross · b8 black cross · c8 black cross · d8 black cross · e8 black cross · f8 black cross · h8 black cross · a7 black cross · b7 black cross · c7 preto cavalo · d7 black cross · e7 black cross · f7 black cross · h7 black cross · a6 black cross · b6 black cross · d6 preto peão · f6 preto peão · a5 black cross · b5 black cross · f5 branco peão · h5 black cross · a4 preto peão · b4 preto peão · d4 branco peão · e4 branco cavalo · f4 branco bispo · d3 black cross · f3 black cross · h3 branco peão · a2 branco peão · b2 branco peão · h2 branco rainha · a1 branco rei · c1 branco torre · g1 branco torre | a8 black cross · b8 black cross · c8 black cross · d8 black cross · e8 black cross · f8 black cross · h8 black cross · a7 black cross · b7 black cross · c7 preto cavalo · d7 black cross · e7 black cross · f7 black cross · h7 black cross · a6 black cross · b6 black cross · d6 preto peão · f6 preto peão · a5 black cross · b5 black cross · f5 branco peão · h5 black cross · a4 preto peão · b4 preto peão · d4 branco peão · e4 branco cavalo · f4 branco bispo · d3 black cross · f3 black cross · h3 branco peão · a2 branco peão · b2 branco peão · h2 branco rainha · a1 branco rei · c1 branco torre · g1 branco torre | a8 black cross · b8 black cross · c8 black cross · d8 black cross · e8 black cross · f8 black cross · h8 black cross · a7 black cross · b7 black cross · c7 preto cavalo · d7 black cross · e7 black cross · f7 black cross · h7 black cross · a6 black cross · b6 black cross · d6 preto peão · f6 preto peão · a5 black cross · b5 black cross · f5 branco peão · h5 black cross · a4 preto peão · b4 preto peão · d4 branco peão · e4 branco cavalo · f4 branco bispo · d3 black cross · f3 black cross · h3 branco peão · a2 branco peão · b2 branco peão · h2 branco rainha · a1 branco rei · c1 branco torre · g1 branco torre | 5 |
| 4 | a8 black cross · b8 black cross · c8 black cross · d8 black cross · e8 black cross · f8 black cross · h8 black cross · a7 black cross · b7 black cross · c7 preto cavalo · d7 black cross · e7 black cross · f7 black cross · h7 black cross · a6 black cross · b6 black cross · d6 preto peão · f6 preto peão · a5 black cross · b5 black cross · f5 branco peão · h5 black cross · a4 preto peão · b4 preto peão · d4 branco peão · e4 branco cavalo · f4 branco bispo · d3 black cross · f3 black cross · h3 branco peão · a2 branco peão · b2 branco peão · h2 branco rainha · a1 branco rei · c1 branco torre · g1 branco torre | a8 black cross · b8 black cross · c8 black cross · d8 black cross · e8 black cross · f8 black cross · h8 black cross · a7 black cross · b7 black cross · c7 preto cavalo · d7 black cross · e7 black cross · f7 black cross · h7 black cross · a6 black cross · b6 black cross · d6 preto peão · f6 preto peão · a5 black cross · b5 black cross · f5 branco peão · h5 black cross · a4 preto peão · b4 preto peão · d4 branco peão · e4 branco cavalo · f4 branco bispo · d3 black cross · f3 black cross · h3 branco peão · a2 branco peão · b2 branco peão · h2 branco rainha · a1 branco rei · c1 branco torre · g1 branco torre | a8 black cross · b8 black cross · c8 black cross · d8 black cross · e8 black cross · f8 black cross · h8 black cross · a7 black cross · b7 black cross · c7 preto cavalo · d7 black cross · e7 black cross · f7 black cross · h7 black cross · a6 black cross · b6 black cross · d6 preto peão · f6 preto peão · a5 black cross · b5 black cross · f5 branco peão · h5 black cross · a4 preto peão · b4 preto peão · d4 branco peão · e4 branco cavalo · f4 branco bispo · d3 black cross · f3 black cross · h3 branco peão · a2 branco peão · b2 branco peão · h2 branco rainha · a1 branco rei · c1 branco torre · g1 branco torre | a8 black cross · b8 black cross · c8 black cross · d8 black cross · e8 black cross · f8 black cross · h8 black cross · a7 black cross · b7 black cross · c7 preto cavalo · d7 black cross · e7 black cross · f7 black cross · h7 black cross · a6 black cross · b6 black cross · d6 preto peão · f6 preto peão · a5 black cross · b5 black cross · f5 branco peão · h5 black cross · a4 preto peão · b4 preto peão · d4 branco peão · e4 branco cavalo · f4 branco bispo · d3 black cross · f3 black cross · h3 branco peão · a2 branco peão · b2 branco peão · h2 branco rainha · a1 branco rei · c1 branco torre · g1 branco torre | a8 black cross · b8 black cross · c8 black cross · d8 black cross · e8 black cross · f8 black cross · h8 black cross · a7 black cross · b7 black cross · c7 preto cavalo · d7 black cross · e7 black cross · f7 black cross · h7 black cross · a6 black cross · b6 black cross · d6 preto peão · f6 preto peão · a5 black cross · b5 black cross · f5 branco peão · h5 black cross · a4 preto peão · b4 preto peão · d4 branco peão · e4 branco cavalo · f4 branco bispo · d3 black cross · f3 black cross · h3 branco peão · a2 branco peão · b2 branco peão · h2 branco rainha · a1 branco rei · c1 branco torre · g1 branco torre | a8 black cross · b8 black cross · c8 black cross · d8 black cross · e8 black cross · f8 black cross · h8 black cross · a7 black cross · b7 black cross · c7 preto cavalo · d7 black cross · e7 black cross · f7 black cross · h7 black cross · a6 black cross · b6 black cross · d6 preto peão · f6 preto peão · a5 black cross · b5 black cross · f5 branco peão · h5 black cross · a4 preto peão · b4 preto peão · d4 branco peão · e4 branco cavalo · f4 branco bispo · d3 black cross · f3 black cross · h3 branco peão · a2 branco peão · b2 branco peão · h2 branco rainha · a1 branco rei · c1 branco torre · g1 branco torre | a8 black cross · b8 black cross · c8 black cross · d8 black cross · e8 black cross · f8 black cross · h8 black cross · a7 black cross · b7 black cross · c7 preto cavalo · d7 black cross · e7 black cross · f7 black cross · h7 black cross · a6 black cross · b6 black cross · d6 preto peão · f6 preto peão · a5 black cross · b5 black cross · f5 branco peão · h5 black cross · a4 preto peão · b4 preto peão · d4 branco peão · e4 branco cavalo · f4 branco bispo · d3 black cross · f3 black cross · h3 branco peão · a2 branco peão · b2 branco peão · h2 branco rainha · a1 branco rei · c1 branco torre · g1 branco torre | a8 black cross · b8 black cross · c8 black cross · d8 black cross · e8 black cross · f8 black cross · h8 black cross · a7 black cross · b7 black cross · c7 preto cavalo · d7 black cross · e7 black cross · f7 black cross · h7 black cross · a6 black cross · b6 black cross · d6 preto peão · f6 preto peão · a5 black cross · b5 black cross · f5 branco peão · h5 black cross · a4 preto peão · b4 preto peão · d4 branco peão · e4 branco cavalo · f4 branco bispo · d3 black cross · f3 black cross · h3 branco peão · a2 branco peão · b2 branco peão · h2 branco rainha · a1 branco rei · c1 branco torre · g1 branco torre | 4 |
| 3 | a8 black cross · b8 black cross · c8 black cross · d8 black cross · e8 black cross · f8 black cross · h8 black cross · a7 black cross · b7 black cross · c7 preto cavalo · d7 black cross · e7 black cross · f7 black cross · h7 black cross · a6 black cross · b6 black cross · d6 preto peão · f6 preto peão · a5 black cross · b5 black cross · f5 branco peão · h5 black cross · a4 preto peão · b4 preto peão · d4 branco peão · e4 branco cavalo · f4 branco bispo · d3 black cross · f3 black cross · h3 branco peão · a2 branco peão · b2 branco peão · h2 branco rainha · a1 branco rei · c1 branco torre · g1 branco torre | a8 black cross · b8 black cross · c8 black cross · d8 black cross · e8 black cross · f8 black cross · h8 black cross · a7 black cross · b7 black cross · c7 preto cavalo · d7 black cross · e7 black cross · f7 black cross · h7 black cross · a6 black cross · b6 black cross · d6 preto peão · f6 preto peão · a5 black cross · b5 black cross · f5 branco peão · h5 black cross · a4 preto peão · b4 preto peão · d4 branco peão · e4 branco cavalo · f4 branco bispo · d3 black cross · f3 black cross · h3 branco peão · a2 branco peão · b2 branco peão · h2 branco rainha · a1 branco rei · c1 branco torre · g1 branco torre | a8 black cross · b8 black cross · c8 black cross · d8 black cross · e8 black cross · f8 black cross · h8 black cross · a7 black cross · b7 black cross · c7 preto cavalo · d7 black cross · e7 black cross · f7 black cross · h7 black cross · a6 black cross · b6 black cross · d6 preto peão · f6 preto peão · a5 black cross · b5 black cross · f5 branco peão · h5 black cross · a4 preto peão · b4 preto peão · d4 branco peão · e4 branco cavalo · f4 branco bispo · d3 black cross · f3 black cross · h3 branco peão · a2 branco peão · b2 branco peão · h2 branco rainha · a1 branco rei · c1 branco torre · g1 branco torre | a8 black cross · b8 black cross · c8 black cross · d8 black cross · e8 black cross · f8 black cross · h8 black cross · a7 black cross · b7 black cross · c7 preto cavalo · d7 black cross · e7 black cross · f7 black cross · h7 black cross · a6 black cross · b6 black cross · d6 preto peão · f6 preto peão · a5 black cross · b5 black cross · f5 branco peão · h5 black cross · a4 preto peão · b4 preto peão · d4 branco peão · e4 branco cavalo · f4 branco bispo · d3 black cross · f3 black cross · h3 branco peão · a2 branco peão · b2 branco peão · h2 branco rainha · a1 branco rei · c1 branco torre · g1 branco torre | a8 black cross · b8 black cross · c8 black cross · d8 black cross · e8 black cross · f8 black cross · h8 black cross · a7 black cross · b7 black cross · c7 preto cavalo · d7 black cross · e7 black cross · f7 black cross · h7 black cross · a6 black cross · b6 black cross · d6 preto peão · f6 preto peão · a5 black cross · b5 black cross · f5 branco peão · h5 black cross · a4 preto peão · b4 preto peão · d4 branco peão · e4 branco cavalo · f4 branco bispo · d3 black cross · f3 black cross · h3 branco peão · a2 branco peão · b2 branco peão · h2 branco rainha · a1 branco rei · c1 branco torre · g1 branco torre | a8 black cross · b8 black cross · c8 black cross · d8 black cross · e8 black cross · f8 black cross · h8 black cross · a7 black cross · b7 black cross · c7 preto cavalo · d7 black cross · e7 black cross · f7 black cross · h7 black cross · a6 black cross · b6 black cross · d6 preto peão · f6 preto peão · a5 black cross · b5 black cross · f5 branco peão · h5 black cross · a4 preto peão · b4 preto peão · d4 branco peão · e4 branco cavalo · f4 branco bispo · d3 black cross · f3 black cross · h3 branco peão · a2 branco peão · b2 branco peão · h2 branco rainha · a1 branco rei · c1 branco torre · g1 branco torre | a8 black cross · b8 black cross · c8 black cross · d8 black cross · e8 black cross · f8 black cross · h8 black cross · a7 black cross · b7 black cross · c7 preto cavalo · d7 black cross · e7 black cross · f7 black cross · h7 black cross · a6 black cross · b6 black cross · d6 preto peão · f6 preto peão · a5 black cross · b5 black cross · f5 branco peão · h5 black cross · a4 preto peão · b4 preto peão · d4 branco peão · e4 branco cavalo · f4 branco bispo · d3 black cross · f3 black cross · h3 branco peão · a2 branco peão · b2 branco peão · h2 branco rainha · a1 branco rei · c1 branco torre · g1 branco torre | a8 black cross · b8 black cross · c8 black cross · d8 black cross · e8 black cross · f8 black cross · h8 black cross · a7 black cross · b7 black cross · c7 preto cavalo · d7 black cross · e7 black cross · f7 black cross · h7 black cross · a6 black cross · b6 black cross · d6 preto peão · f6 preto peão · a5 black cross · b5 black cross · f5 branco peão · h5 black cross · a4 preto peão · b4 preto peão · d4 branco peão · e4 branco cavalo · f4 branco bispo · d3 black cross · f3 black cross · h3 branco peão · a2 branco peão · b2 branco peão · h2 branco rainha · a1 branco rei · c1 branco torre · g1 branco torre | 3 |
| 2 | a8 black cross · b8 black cross · c8 black cross · d8 black cross · e8 black cross · f8 black cross · h8 black cross · a7 black cross · b7 black cross · c7 preto cavalo · d7 black cross · e7 black cross · f7 black cross · h7 black cross · a6 black cross · b6 black cross · d6 preto peão · f6 preto peão · a5 black cross · b5 black cross · f5 branco peão · h5 black cross · a4 preto peão · b4 preto peão · d4 branco peão · e4 branco cavalo · f4 branco bispo · d3 black cross · f3 black cross · h3 branco peão · a2 branco peão · b2 branco peão · h2 branco rainha · a1 branco rei · c1 branco torre · g1 branco torre | a8 black cross · b8 black cross · c8 black cross · d8 black cross · e8 black cross · f8 black cross · h8 black cross · a7 black cross · b7 black cross · c7 preto cavalo · d7 black cross · e7 black cross · f7 black cross · h7 black cross · a6 black cross · b6 black cross · d6 preto peão · f6 preto peão · a5 black cross · b5 black cross · f5 branco peão · h5 black cross · a4 preto peão · b4 preto peão · d4 branco peão · e4 branco cavalo · f4 branco bispo · d3 black cross · f3 black cross · h3 branco peão · a2 branco peão · b2 branco peão · h2 branco rainha · a1 branco rei · c1 branco torre · g1 branco torre | a8 black cross · b8 black cross · c8 black cross · d8 black cross · e8 black cross · f8 black cross · h8 black cross · a7 black cross · b7 black cross · c7 preto cavalo · d7 black cross · e7 black cross · f7 black cross · h7 black cross · a6 black cross · b6 black cross · d6 preto peão · f6 preto peão · a5 black cross · b5 black cross · f5 branco peão · h5 black cross · a4 preto peão · b4 preto peão · d4 branco peão · e4 branco cavalo · f4 branco bispo · d3 black cross · f3 black cross · h3 branco peão · a2 branco peão · b2 branco peão · h2 branco rainha · a1 branco rei · c1 branco torre · g1 branco torre | a8 black cross · b8 black cross · c8 black cross · d8 black cross · e8 black cross · f8 black cross · h8 black cross · a7 black cross · b7 black cross · c7 preto cavalo · d7 black cross · e7 black cross · f7 black cross · h7 black cross · a6 black cross · b6 black cross · d6 preto peão · f6 preto peão · a5 black cross · b5 black cross · f5 branco peão · h5 black cross · a4 preto peão · b4 preto peão · d4 branco peão · e4 branco cavalo · f4 branco bispo · d3 black cross · f3 black cross · h3 branco peão · a2 branco peão · b2 branco peão · h2 branco rainha · a1 branco rei · c1 branco torre · g1 branco torre | a8 black cross · b8 black cross · c8 black cross · d8 black cross · e8 black cross · f8 black cross · h8 black cross · a7 black cross · b7 black cross · c7 preto cavalo · d7 black cross · e7 black cross · f7 black cross · h7 black cross · a6 black cross · b6 black cross · d6 preto peão · f6 preto peão · a5 black cross · b5 black cross · f5 branco peão · h5 black cross · a4 preto peão · b4 preto peão · d4 branco peão · e4 branco cavalo · f4 branco bispo · d3 black cross · f3 black cross · h3 branco peão · a2 branco peão · b2 branco peão · h2 branco rainha · a1 branco rei · c1 branco torre · g1 branco torre | a8 black cross · b8 black cross · c8 black cross · d8 black cross · e8 black cross · f8 black cross · h8 black cross · a7 black cross · b7 black cross · c7 preto cavalo · d7 black cross · e7 black cross · f7 black cross · h7 black cross · a6 black cross · b6 black cross · d6 preto peão · f6 preto peão · a5 black cross · b5 black cross · f5 branco peão · h5 black cross · a4 preto peão · b4 preto peão · d4 branco peão · e4 branco cavalo · f4 branco bispo · d3 black cross · f3 black cross · h3 branco peão · a2 branco peão · b2 branco peão · h2 branco rainha · a1 branco rei · c1 branco torre · g1 branco torre | a8 black cross · b8 black cross · c8 black cross · d8 black cross · e8 black cross · f8 black cross · h8 black cross · a7 black cross · b7 black cross · c7 preto cavalo · d7 black cross · e7 black cross · f7 black cross · h7 black cross · a6 black cross · b6 black cross · d6 preto peão · f6 preto peão · a5 black cross · b5 black cross · f5 branco peão · h5 black cross · a4 preto peão · b4 preto peão · d4 branco peão · e4 branco cavalo · f4 branco bispo · d3 black cross · f3 black cross · h3 branco peão · a2 branco peão · b2 branco peão · h2 branco rainha · a1 branco rei · c1 branco torre · g1 branco torre | a8 black cross · b8 black cross · c8 black cross · d8 black cross · e8 black cross · f8 black cross · h8 black cross · a7 black cross · b7 black cross · c7 preto cavalo · d7 black cross · e7 black cross · f7 black cross · h7 black cross · a6 black cross · b6 black cross · d6 preto peão · f6 preto peão · a5 black cross · b5 black cross · f5 branco peão · h5 black cross · a4 preto peão · b4 preto peão · d4 branco peão · e4 branco cavalo · f4 branco bispo · d3 black cross · f3 black cross · h3 branco peão · a2 branco peão · b2 branco peão · h2 branco rainha · a1 branco rei · c1 branco torre · g1 branco torre | 2 |
| 1 | a8 black cross · b8 black cross · c8 black cross · d8 black cross · e8 black cross · f8 black cross · h8 black cross · a7 black cross · b7 black cross · c7 preto cavalo · d7 black cross · e7 black cross · f7 black cross · h7 black cross · a6 black cross · b6 black cross · d6 preto peão · f6 preto peão · a5 black cross · b5 black cross · f5 branco peão · h5 black cross · a4 preto peão · b4 preto peão · d4 branco peão · e4 branco cavalo · f4 branco bispo · d3 black cross · f3 black cross · h3 branco peão · a2 branco peão · b2 branco peão · h2 branco rainha · a1 branco rei · c1 branco torre · g1 branco torre | a8 black cross · b8 black cross · c8 black cross · d8 black cross · e8 black cross · f8 black cross · h8 black cross · a7 black cross · b7 black cross · c7 preto cavalo · d7 black cross · e7 black cross · f7 black cross · h7 black cross · a6 black cross · b6 black cross · d6 preto peão · f6 preto peão · a5 black cross · b5 black cross · f5 branco peão · h5 black cross · a4 preto peão · b4 preto peão · d4 branco peão · e4 branco cavalo · f4 branco bispo · d3 black cross · f3 black cross · h3 branco peão · a2 branco peão · b2 branco peão · h2 branco rainha · a1 branco rei · c1 branco torre · g1 branco torre | a8 black cross · b8 black cross · c8 black cross · d8 black cross · e8 black cross · f8 black cross · h8 black cross · a7 black cross · b7 black cross · c7 preto cavalo · d7 black cross · e7 black cross · f7 black cross · h7 black cross · a6 black cross · b6 black cross · d6 preto peão · f6 preto peão · a5 black cross · b5 black cross · f5 branco peão · h5 black cross · a4 preto peão · b4 preto peão · d4 branco peão · e4 branco cavalo · f4 branco bispo · d3 black cross · f3 black cross · h3 branco peão · a2 branco peão · b2 branco peão · h2 branco rainha · a1 branco rei · c1 branco torre · g1 branco torre | a8 black cross · b8 black cross · c8 black cross · d8 black cross · e8 black cross · f8 black cross · h8 black cross · a7 black cross · b7 black cross · c7 preto cavalo · d7 black cross · e7 black cross · f7 black cross · h7 black cross · a6 black cross · b6 black cross · d6 preto peão · f6 preto peão · a5 black cross · b5 black cross · f5 branco peão · h5 black cross · a4 preto peão · b4 preto peão · d4 branco peão · e4 branco cavalo · f4 branco bispo · d3 black cross · f3 black cross · h3 branco peão · a2 branco peão · b2 branco peão · h2 branco rainha · a1 branco rei · c1 branco torre · g1 branco torre | a8 black cross · b8 black cross · c8 black cross · d8 black cross · e8 black cross · f8 black cross · h8 black cross · a7 black cross · b7 black cross · c7 preto cavalo · d7 black cross · e7 black cross · f7 black cross · h7 black cross · a6 black cross · b6 black cross · d6 preto peão · f6 preto peão · a5 black cross · b5 black cross · f5 branco peão · h5 black cross · a4 preto peão · b4 preto peão · d4 branco peão · e4 branco cavalo · f4 branco bispo · d3 black cross · f3 black cross · h3 branco peão · a2 branco peão · b2 branco peão · h2 branco rainha · a1 branco rei · c1 branco torre · g1 branco torre | a8 black cross · b8 black cross · c8 black cross · d8 black cross · e8 black cross · f8 black cross · h8 black cross · a7 black cross · b7 black cross · c7 preto cavalo · d7 black cross · e7 black cross · f7 black cross · h7 black cross · a6 black cross · b6 black cross · d6 preto peão · f6 preto peão · a5 black cross · b5 black cross · f5 branco peão · h5 black cross · a4 preto peão · b4 preto peão · d4 branco peão · e4 branco cavalo · f4 branco bispo · d3 black cross · f3 black cross · h3 branco peão · a2 branco peão · b2 branco peão · h2 branco rainha · a1 branco rei · c1 branco torre · g1 branco torre | a8 black cross · b8 black cross · c8 black cross · d8 black cross · e8 black cross · f8 black cross · h8 black cross · a7 black cross · b7 black cross · c7 preto cavalo · d7 black cross · e7 black cross · f7 black cross · h7 black cross · a6 black cross · b6 black cross · d6 preto peão · f6 preto peão · a5 black cross · b5 black cross · f5 branco peão · h5 black cross · a4 preto peão · b4 preto peão · d4 branco peão · e4 branco cavalo · f4 branco bispo · d3 black cross · f3 black cross · h3 branco peão · a2 branco peão · b2 branco peão · h2 branco rainha · a1 branco rei · c1 branco torre · g1 branco torre | a8 black cross · b8 black cross · c8 black cross · d8 black cross · e8 black cross · f8 black cross · h8 black cross · a7 black cross · b7 black cross · c7 preto cavalo · d7 black cross · e7 black cross · f7 black cross · h7 black cross · a6 black cross · b6 black cross · d6 preto peão · f6 preto peão · a5 black cross · b5 black cross · f5 branco peão · h5 black cross · a4 preto peão · b4 preto peão · d4 branco peão · e4 branco cavalo · f4 branco bispo · d3 black cross · f3 black cross · h3 branco peão · a2 branco peão · b2 branco peão · h2 branco rainha · a1 branco rei · c1 branco torre · g1 branco torre | 1 |
|   | a | b | c | d | e | f | g | h |   |

## Regras
O objetivo desta variante do xadrez não é dar xeque-mate ao rei, mas capturá-lo. Um jogador não é informado se seu rei está em xeque. Deixar o rei sob ataque é um lance legal e pode obviamente resultar na captura do rei e perda da partida.
Cada jogador vê uma versão diferente do tabuleiro, na qual só podem ver suas próprias peças e as casas onde essas peças podem se mover legalmente, bem como quaisquer peças do oponente nessas casas. 
A captura en passant é permitida; o peão ameaçado e a casa pela qual ele se moveu são visíveis para o jogador que o capturou, mas apenas até o final da jogada. Ao contrário do xadrez padrão, o roque é permitido mesmo se o rei passar por casas atacadas ou se estiver em xeque.
A melhor forma de jogar esta variante do xadrez é em servidor de xadrez online. Para jogar presencialmente, é preciso três tabuleiros de xadrez, separados por uma divisória; assim os dois jogadores e um árbitro que controlara a partida verão posições diferentes do tabuleiro, assim como no Kriegspiel.
Existem algumas pequenas diferenças nas regras em diferentes servidores:
- Fog of War: ainda na versão beta, nenhuma regra diferente das citadas acima.
- BrainKing: as promoções dos peões permanecem desconhecidas para o oponente.
- ItsYourTurn: o oponente é notificado quando um peão é promovido, mas não sabe em que casa. A casa imediatamente à frente de um peão está sempre visível para o jogador; quando um peão está na segunda fileira, se a casa imediatamente à frente estiver vazia, então a casa duas casas à frente também se torna visível.
- SchemingMind: o jogador não vê o que está na frente de seus peões, mas sabe se a casa está ocupada ou não.
- AjaxPlay.: A captura en passant não é permitida; as promoções do peão permanecem desconhecidas para o oponente.
- GoldToken: as promoções de peões permanecem desconhecidas para o oponente.

## Estratégias
O xadrez nas sombras tem uma forte pegada estratégica. O planejamento e a estratégia, bem como aspectos psicológicos, são muito importantes. A forma de desenvolvimento das peças, a necessidade de rocar rapidamente devem ser reconsideradas e tem estratégias diferentes do xadrez padrão.